# Vejviser
En vejviser er et trykt eller elektronisk hjælpemiddel, der rummer mange systematisk ordnede data vedrørende personer, institutioner, organisationer, firmaer mv. i form af navn, adresse, telefonnummer, e-post, formål mv.
I nyere tid er elektroniske udgaver af vejvisere kommet til med betydeligt flere søge- og præsentationsmuligheder.

## Historien
De første vejvisere i Danmark udkom omkring 1770. De var for København og blev udarbejdet af Hans Holck. Denne vejviser blev overtaget af Kraks Forlag og er siden kendt som Kraks Vejviser.
Fra begyndelsen af 1800-tallet begyndte de lokale vejvisere og adressebøger at dukke op for købstæder og større områder som fx et amt eller et stift. I begyndelsen af 1900-tallet fik også landkommuner egne vejvisere.
De gamle vejvisere var almindeligvis opdelt i en gadefortegnelse, et navneregister, et erhvervsregister samt et realregister med kommunale oplysninger.
Nogle vejvisere indeholdt også oplysninger om, hvor meget folk betalte i skat – såkaldte skattebøger.
I de ældste vejvisere kunne man kun finde husstandens overhoved, det vil sige manden, men ikke gifte kvinder, børn og tjenestefolk. I Aarhus kom gifte kvinder og tjenestefolk først ind i vejviseren i 1986.